# Українська мода
Українська мода – динамічне явище, яке характеризує зміну форм і зразків одягу в Україні від початку 1991 року. З 1997 року представлена українським тижнем мод «Сезони моди», який зараз має назву Ukrainian Fashion Week. Українська індустрія пройшла етапи становлення від створення у рамках кризи до світового визнання. Українська мода характерна динамічністю, простором для творчості і талановитими дизайнерами.

## Авангардизм у моді 1990-их
1990-ті роки для України — переломний період кризи відходу від СРСР до становлення Незалежної України. Тому в тих роках українська мода також переживала період становлення та розвитку. Дизайнерка та стилістка Ірина Джус зазначає про авангардну моду: «Авангардна мода для мене, насамперед, це нонконформістське мислення, це сприйняття за рамками модної індустрії, поза шаблонів, які за роки існування моди як феномена і як поняття встигли з'явитися.»
Також у 1990-х роках українська мода переживала період становлення та розвитку, що супроводжувався зростанням інтересу до експериментування та пошуку нових форм в одязі. Свобода України також відобразилася  на свободі творчості, що і спричинила появу авангардної моди та fashion перформенсів.
Характерна риса авангардизму 90-х — нестандартність. Блошині ринки стали популярними та давали можливості для розвитку дизайнерам-авангардистам. Приклади авангардизму — колекції Оксани Чепелик та Олексія Залевського, з епатажним підходом до моди, наприклад використання поліетилену або трубок від крапельниць.

## Український тиждень моди
Український тиждень моди — подія, яка стала однією з найбільших та найвизначніших модних подій країни, де українські дизайнери можуть продемонструвати свої колекції на світовому рівні.
Український тиждень моди створений у 1997 році Іриною Данилевською та Сергієм Бизовим. Спочатку відомий як «Сезони Моди», а у 2005 році оргкомітет офіційно повідомляє дизайнерам та пресі про використання лише одного варіанту — Ukrainian Fashion Week. Це перший тиждень прет-а-порте у Східній та Центральній Європі створений за моделлю показів одягу в містах-мільйонниках. Якщо порівнювати формат UFW із «великою четвіркою» світових тижнів моди (Нью-Йорк, Лондон, Мілан, Париж), найбільше схоже на London Fashion Week, каже засновниця Ірина Данилевська. На подіумі Українського тижня моди свого часу дебютували Андре Тан, Лілія Літковська, Жан Гріцфельдт, Олена Буреніна, Іван Фролов, Яна Червінська.
Завдання Ukrainian Fashion Week демонструвати сучасні модні тенденції, представляти нові колекції та дизайнерів, впроваджувати інновації, технології, стиль життя. Тому на Ukrainian Fashion Week з'явилися люди з інвалідністю, організовані проєкти на підтримку подій Євроайдану, на подіум виходять ветеран(к)и АТО, моделі з інвалідністю та моделі «плюс-сайз».
Український тиждень моди став платформою для презентації нових ідей та концепцій українських дизайнерів, а також сприяв розвитку модної індустрії в Україні та зміцненню зв'язків між українськими та світовими дизайнерами та бізнесменами.

## Вплив історичних подій на українську моду

### Помаранчева революція
Помаранчева революція, яка відбулася в Україні в 2004 році, суттєво вплинула на культурну та соціальну сфери країни. Тому українська мода, яка розвивалася в незалежній Україні, швидко відреагувала.
Також, Помаранчева революція дала поштовх розвитку української ідентичності в моді. Дизайнери стали активніше використовувати українські мотиви та традиції у своїх колекціях. Український вишиваний одяг, гетьманичі шапки, вишиті сукні та сорочки почали з'являтися на подіумах, створюючи нову модну стилістику. Однією з перших дизайнерів, щи запровадили українські атрибути, стала Лілія Пустовіт у своїй колекції «Маки». Також «відомі обличчя» поширювали українську спадщину, як-от Катерина Ющенко — третя перша леді України.
Після революції в Україні відбулось зміна у сприйнятті моди, яка стала більш прихильною до вітчизняних дизайнерів та українського одягу. Це призвело до значного зростання популярності українських брендів та розширення їхньої аудиторії.
Національні мотиви поширювались у моді не лише в Україні, а й за її межами. У 2005 році Жан Поль Готьє після відвідин України створив свою українську колекцію. Дизайнер один із перших використав українську вишивку у своїй колекції.

### Революція гідності
Революція гідності набула розголосу в усьому світі, що також спричинило революцію в модній індустрії. Саме тому в лютому 2016 року журнал Vogue заявив, що Україна пережила фешн-революцію у 2014 році. Події Майдану змінили свідомість українців до власного продукту, тому попит на українські бренди значно виріс та українська мода нарешті перейшла з «невизнання нашого» у «носити українське — норма». Статус «Зроблено в Україні» (Made in Ukraine) став новою тенденцією та є підтвердженням цьому. Яскравим є проєкт «Всі. Свої» — найбільша платформа українських брендів заснована у 2015 році де представлено більше 100 українських брендів жіночого, чоловічого одягу, взуття та аксесуарів. Всі. Свої об'єднують найкращих локальних виробників, щоб показати: українські речі — це стильно, якісно та доступно для кожного. А носити їх — це гордість.
Під час Революції гідності українські дизайнери стали активно використовувати патріотичні символи та кольори в своїх колекціях. Українські прапори, герби та національні мотиви стали невід'ємною частиною індустрії.
Під час Революції гідності міжнародна увага до України збільшилась, тому українська модна індустрія стала більш відкритою до світу та отримала більше можливостей для просування на міжнародному рівні. Завдяки підвищеній хвилі інтересу до країни, ринок починає розвиватися. Жан Гріцфельдт — український авангардист та дизайнер, зазначає, що українська модна продукція і весь одяг не гірші за те, що виробляють в Європі чи Америці, а головне користуються споживчим попитом.

Олена Беттяр у виданні Forbes відзначила вплив української політики на її творчість: «Майдан зробив українців сильнішими та могутнішими — ми не хочемо сидіти й чекати, як було до революції. Ми не хочемо чекати і приймати свою долю. Ми хочемо взяти під контроль і показати, що ми міжнародні».
«Насамперед, інвесторів цікавлять проекти, які будуть мати світове ім'я, а унікальна українська ідентичність, хоча б на рівні деталей, — це величезний плюс».

### Повномасштабне вторгнення росії 2022
Вплив повномасштабного вторгнення росії на Україну у 2022 році на українську незалежну моду був значний і досить складний. Багато брендів та підприємств призупинили свою діяльність, ажде працівники були змушені виїхати за кордон, знищені підприємства та склади, постійні повітряні тривоги, обстріли. Також були скасовані багато модних подій, показів та інших активностей, які зазвичай проводилися в Україні.

Більшість брендів зосереджувалися на створенні функціонального та практичного одягу, зокрема засобів індивідуального захисту та спецодягу для військових та добровольців замість створення нових колекцій.
«Ми вже мали досвід волонтерської роботи під час Революції Гідності, коли разом з іншими дизайнерами виготовляти бронежилети для людей на Майдані.» зазначає український бренд Frolov.
З часом, українські бренди адаптувалися до складних умов, прийняли всі можливі ризики та показати світові українську ідентичність через модну індустрію. Тому українська символіка стала невід'ємною частиною нових колекцій українських брендів. Українські бренди відсоток з прибутку перераховували на підтримку ЗСУ або інші соціальні проєкти. Національні кольори, патріотичні гасла, етноелементи, сировина українського походження — це те, що передавало насторої та бойовий дух українців.

## Українські дизайнери
- Михайло Воронін — український модельєр, відомий також за межами України. Фірмові магазини Михайла Вороніна відкриті у Відні та Нью-Йорку, постійно проводяться покази його колекцій у столицях світової моди. Сьогодні фабрика «Желань», яку він очолює багато років, — одна з трьох у Європі, що мають найсучасніше технологічне обладнання.
- Вікторія Гресь стала відомою у 1997 році. Її моделі представлені в класичному стилі. Бренд Victoria Gres — це три лінії одягу Victoria Gres by GRES, Victoria Gres DENIM, Victoria Gres Couture, лінія авторських аксесуарів та декору.
- Ольга Громова — дизайнерка і менеджерка. Її роботи — моделі взуття, аксесуарів, ювелірних прикрас. Покази її колекцій проходять у Києві, Москві, Санкт-Петербурзі, Лондоні, Женеві, інших містах Європи та Делі. Крім дизайн-студії, Громова очолює також компанії «Громова-ексклюзив» і «Громова-дизайн». Вона створює корпоративний одяг для «Філіп Моріс», «Интербрю», «Бритіш Табако» і «Галахар».
- Лілія Пустовіт — представниця напрямку концептуальної моди. Її колекції відомі навіть більше за кордоном, аніж в Україні. Вона часто з'являється в найкращих і найактуальніших добірках журналів L'Officiel, Elle, Vogue.
- Віктор Анісімов — відомий в Україні та поза її межами дизайнер.
- Олена Ворожбит і Тетяна Земськова здобули міжнародне визнання, коли стали лауреатками Асамблеї неприборканої моди в Ризі. Представниці класичної жіночої моди.
- Оксана Караванська — художниця-конструкторка, уродженка Борисполя. Її колекції у свій час були представлені в Києві, Варшаві, Будапешті та інших містах. У колекціях присутній український колорит.
- Анастасія Іванова — українська дизайнерка, власниця бренду «Nai Lu-na by Anastasiia Ivanova», випускниця школи дизайну Instituto Marangoni Paris, постійна учасниця Ukrainian Fashion Week та New York Fashion Week.
- Оксана Муха — дизайнерка весільної і вечірньої моди, входить в п'ятірку найкращих дизайнерів Європи, уродженка Львова. Здобула визнання у 2009 коли після строгого відбору в Carrousel du Louvre її колекція експонується на подіумі в Луврі. Зараз представництва Oksana Mukha відкриті у Парижі, Празі, Торонто, Мельбурні — Австралія, в місті Дортмунд — Німеччина, Падуя — Італія, Каунасі — Литва, Ризі, Таллінні, Варшаві, Ташкенті, Алма-Аті, Москві та Санкт-Петербурзі, Мінську та ін.
- Діана Дорожкіна — дизайнерка, розробляє одяг з хутра та шкіри. Визнана на одному з найпрестижніших міжнародних конкурсів молодих дизайнерів у Бельгії «Еталь де ля мод». Головний об'єкт у працях — корсет.

## Інші українські модельєри
- Богуцька Роксолана Миронівна
- Айна Гассе
- Бабенко Анна
- Сазонова Валентина Григорівна
- Андре Тан

## Виноски
1. ↑  Авангард-fashion: як сучасні українські дизайнери змінюють уявлення про одяг (ВІДЕО). Freedom (укр.). 19 листопада 2019. Процитовано 25 березня 2023.
2. ↑  Мода в час розпаду: як одягались українці в 1990 році. Історична правда. Процитовано 25 березня 2023.
3. ↑  Що треба знати про Український тиждень моди. BBC News Україна (укр.). Процитовано 25 березня 2023.
4. ↑  Вплив української вишиванки на світовий подіум: визнання відомими будинками моди. Гойра (укр.). Процитовано 25 березня 2023.
5. ↑   https://vsisvoi.ua/. {{cite web}}: Пропущений або порожній |title= (довідка)
6. ↑  Всі. Свої. lavinamall.ua (укр.). Процитовано 26 березня 2023.
7. ↑  Kirsch, Noah. The Inside Story Of Papa John's Toxic Culture. Forbes (англ.). Процитовано 26 березня 2023.
8. ↑  Banks, Grace. Why Ukrainian Fashion Week Is Thriving In A Post-Soviet Era. Forbes (англ.). Процитовано 26 березня 2023.
9. ↑  Як українські бренди працюють під час війни: розпитали Riot Division, Syndicate, Frolov i Poustovit. The Village Україна. 5 вересня 2022. Процитовано 26 березня 2023.